# NGC 3001
NGC 3001 je galaksija u zviježđu Zračnoj pumpi.

## Vanjske poveznice
- SEDS: NGC 3001